# Jean-Alain Fanchone
Jean-Alain Fanchone est un footballeur français né le 2 septembre 1988 à Mulhouse. C'est un cousin éloigné de James Fanchone, autre joueur professionnel évoluant au poste d'attaquant.

## Carrière

### En club
Né à Mulhouse, Jean-Alain Fanchone évolue au poste de défenseur latéral gauche. Il rejoint le centre de formation du RC Strasbourg dès l'âge de 13 ans.
Avec son club formateur, il a remporté la coupe Gambardella en 2006.
Il poursuit son apprentissage en équipe de France où il a été sélectionné en moins de 16, moins de 18 et moins de 19 ans.
Lors de la saison 2006-2007, il évolue en équipe réserve et dispute huit matchs. La même année, il est demi-finaliste du Championnat d'Europe des moins de 19 ans en 2007 avec Quentin Othon, après une défaite contre l'Espagne aux tirs au but.
Il a signé son premier contrat professionnel en mars 2008 et est lié au RCS jusqu'en 2013.
Les départs combinés de Manuel Dos Santos et Jean-Christophe Vergerolle laissent le poste d'arrière gauche libre. Mais c'est Quentin Othon qui joue le premier match de la saison. Quant à Fanchone, il reste sur le banc, et disputera le 2e match de la saison le 8 août 2008 en déplacement à Dijon et signe à cette occasion une passe décisive. Grâce à ses performances, il est nommé joueur du mois d'août par les supporters du Racing. En janvier 2009, il est convoqué par Erick Mombaerts, sélectionneur de l'Équipe de France espoirs de football pour un stage de détection à Clairefontaine, et joue lors d'une opposition face à la réserve du Paris Saint-Germain (2-2). Malheureusement, l'équipe alsacienne rate la montée en Ligue 1 à la dernière journée contre Montpellier avec une défaite 2 buts à 1. Il termine sa première saison professionnelle avec 33 matchs et quatre passes décisives. Le journal L'Équipe le nomme dans l'équipe type de Ligue 2. Plusieurs clubs le courtisent (dont Lille qui propose 4 M€), mais il choisit de continuer l'aventure strasbourgeoise.
En août 2010, il est prêté pour une saison à Arles-Avignon, promu en Ligue 1. En 2011, il se retrouve sans contrat à la suite de la liquidation judiciaire du RC Strasbourg.
Fin décembre 2011, il signe à l'Udinese Calcio en Serie A, après une période d'essai de plus deux mois. Fin août 2012, il est prêté à Watford.
Le 15 janvier 2013, il signe pour un prêt de six mois en Ligue 2 au Nîmes Olympique.
En juin 2014, il s'engage pour trois ans avec le FC Petrolul Ploiești. Le club évolue en Première Division (Liga 1) dans le Championnat de Roumanie.
Il fait son retour en France le 3 juillet 2015 en s'engageant auprès du Stade brestois.

### Sélection nationale
Il a été sélectionné en équipe de France des moins de 16, moins de 18  et moins de 19 ans.

## Clubs successifs
- ?- 2004 :  FC Mulhouse
- 2004-2005 :  RC Strasbourg (aspirant)[3]
- 2005-2008 :  RC Strasbourg (stagiaire)
- 2008-2010 :  RC Strasbourg (professionnel)[10],[11],[12]
  - 2010-2011 :  AC Arles-Avignon (prêt)
- décembre 2011 -2014 :  Udinese Calcio
  - 2012-décembre 2012 :  Watford FC (prêt)
  - janvier 2013 - 2014:  Nîmes Olympique (prêt)
- 2014-2015 :  FC Petrolul Ploiești
- 2015-2016 :  Stade brestois 29
- 2016-2017 :  Vauban Strasbourg
- depuis 2017 :  SC Schiltigheim

## Palmarès
- Vainqueur de la Coupe Gambardella en 2006 avec le Racing Club de Strasbourg
- Finaliste de la Coupe d'Alsace en 2007 avec le Racing Club de Strasbourg